# Yllenus nigritarsis
Yllenus nigritarsis är en spindelart som beskrevs av Dmitri Viktorovich Logunov 2003. Yllenus nigritarsis ingår i släktet Yllenus och familjen hoppspindlar. Inga underarter finns listade i Catalogue of Life.